# Drosera sidjamesii
Drosera sidjamesii este o specie de plante carnivore din genul Drosera, familia Droseraceae, ordinul Caryophyllales, descrisă de Allen Lowrie și John Godfrey Conran. Conform Catalogue of Life specia Drosera sidjamesii nu are subspecii cunoscute.